# Direction nationale du renseignement territorial
 (octobre 2023).
La direction nationale du renseignement territorial (DNRT) est un service de renseignement français placé sous l'autorité du directeur général de la Police nationale (DGPN). 
Cette direction a été créée dans le cadre de la réorganisation de la Police nationale survenue en 2023 en remplacement du service central du renseignement territorial (SCRT), qui dépendait de la direction centrale de la Sécurité publique (DCSP). 
La DNRT est l'un des quatre services de renseignement du ministère de l’Intérieur et des Outre-mer avec la direction générale de la Sécurité intérieure (DGSI), la direction du Renseignement de la préfecture de police de Paris (DRPP) et la Sous-direction de l’anticipation opérationnelle (SDAO) de la Gendarmerie nationale.
La DNRT est chargée d'assurer la recherche, la collecte, l'analyse et l'exploitation du renseignement relatif aux enjeux stratégiques ainsi qu’aux menaces et aux risques susceptibles d'affecter la vie de la Nation, hors du ressort de la préfecture de police de Paris, en particulier ceux susceptibles d'entraîner des mouvements revendicatifs ou protestataires tels que les dérives sectaires, les phénomènes de repli communautaire et identitaire, ainsi que la contestation politique violente.

## Histoire

Logo du Service central du renseignement territorial (2014-2023).

La fusion de la majorité des effectifs de la direction centrale des Renseignements généraux (DCRG) au sein de la direction centrale du Renseignement intérieur (DCRI) en 2008 conduit à la création de la sous-direction de l'information générale (SDIG) au sein de la DCSP. 
Toutefois, la SDIG peine à trouver sa place en raison de moyens réduits et d'objectifs peu clairs. L'affaire Merah, qui met en lumière le manque de coordination entre DCRI et SDIG, conduit le ministre de l'Intérieur Manuel Valls à envisager une réorganisation du renseignement qui aboutit à la création de la DGSI et du SCRT en 2014,.
Le SCRT est devenu la DNRT, dans le cadre de la réorganisation de la Police nationale survenue en 2023. 

## Missions
La DNRT travaille, pour certaines de ses missions, en complémentarité avec des services partenaires de la communauté nationale du renseignement. La coordination avec l’ensemble des partenaires de la sécurité intérieure est recherchée, afin de pouvoir exploiter le renseignement du service et travailler dans un esprit de coopération. 
La DNRT comprend dans ses structures des militaires de la gendarmerie, ce qui renforce la coopération entre DGPN et direction générale de la Gendarmerie nationale (DGGN).

## Organisation

### Effectifs
Composé majoritairement de policiers, le service compte également des gendarmes. Le SCRT comptait 1 975 fonctionnaires en novembre 2014, contre 1 847 pour la SDIG en fin d'année 2013. Il compte, en 2017, 2 600 policiers et gendarmes.
Lors de la naissance du SCRT en mai 2014, 203 postes devaient être créés dans le cadre d'un plan quinquennal 2013-2018, avant que 500 nouveaux postes ne soient annoncés dans le cadre du plan de lutte antiterroriste, puis 130 autres dans le cadre du pacte de sécurité, après les attentats des mois de janvier et de novembre 2015.
2 680 fonctionnaires devraient donc constituer le SCRT en fin d'année 2018, les dernières annonces du ministre de l'intérieur faisant précisément état de « 2 160 fonctionnaires » en mars 2016, de « 2 326 fonctionnaires » en fin d'année 2016 et de « 2 490 policiers et gendarmes » en fin d'année 2017. Les dernières prévisions émises par la DCSP font quant à elles état de recrutements visant une cible de 2 700\2 800 agents en fin d'année 2017.
À l'issue du plan de renfort quinquennal 2017-2022, le SCRT devrait compter près de 3 200 policiers et gendarmes.

### Structure
Au niveau central, le SCRT comporte 7 divisions :
- D1 : la Division des faits religieux et mouvances contestataires
- D2 : la Division de l'information économique et sociale
- D3 : la Division des dérives urbaines et du repli identitaire
- D4 : la Division de la documentation et de la veille technique
- D5 : la Division de l'outre-mer
- D6 : la Division des communautés et faits de société
- D7 : la Division nationale de la recherche et de l'appui (DNRA).

La DNRA est une branche pleinement opérationnelle du SCRT, chargée des surveillances discrètes dans les domaines sensibles comme l'antiterrorisme. Au niveau territorial, elle s'appuie sur 6 sections zonales de la recherche et de l'appui (SZRA) implantées à Lille, Metz, Lyon, Marseille, Bordeaux et Rennes. Les SZRA de Metz, Bordeaux et Marseille disposent en outre respectivement de groupes de recherche et d'appui implantés à Strasbourg, Toulouse et Nice.

### Répartition sur le territoire national
Selon le rapport 2020-2021 de la Délégation Parlementaire au Parlement, le SCRT dispose de 255 implantations territoriales réparties sur le territoire métropolitain et les départements et territoires d’outre-mer comme suit : 
- 97 services « départementaux » (échelons zonal, régional ou départemental)
- 87 services du renseignement territorial (SRT – échelon infra-départemental)
- 63 antennes locales (ART) en zone gendarmerie
- 8 antennes aéroportuaires[8].

### Chefs du service central
- Contrôleur Général Philippe Bertrand (mai-septembre 2014)
- Inspecteur Général Jérôme Léonnet (septembre 2014- juillet 2017)
- Inspecteur Général Hugues Bricq (aout 2017- 27 octobre 2018)[9]
- Inspectrice Générale Lucile Rolland (à compter du 3 novembre 2018)
- Inspecteur Général Bertrand Chamoulaud (à compter du 12 juillet 2021)[1]